# Gulenovci
Gulenovci (izvirno srbsko Гуленовци) je naselje v Srbiji, ki upravno spada pod Občino Dimitrovgrad; slednja pa je del Pirotskega upravnega okraja.

## Demografija
V naselju živi 59 polnoletnih prebivalcev, pri čemer je njihova povprečna starost 67,3 let (68,0 pri moških in 66,6 pri ženskah). Naselje ima 35 gospodinjstev, pri čemer je povprečno število članov na gospodinjstvo 1,71.
Prebivalstvo je večinoma nehomogeno.
|  |

| Demografija | Demografija     | Demografija     |
| Leto        | Št. prebivalcev | Št. prebivalcev |
| ----------- | --------------- | --------------- |
|             |                 |                 |
|             |                 |                 |
|             |                 |                 |
|             |                 |                 |
| 1948        | 497             |                 |
| 1953        | 435             |                 |
| 1961        | 353             |                 |
| 1971        | 246             |                 |
| 1981        | 151             |                 |
| 1991        | 102             | 102             |
| 2002        | 60              | 60              |
|             |                 |                 |

| Etnična sestava po popisu iz leta 2002 | Etnična sestava po popisu iz leta 2002 | Etnična sestava po popisu iz leta 2002 | Etnična sestava po popisu iz leta 2002 | Etnična sestava po popisu iz leta 2002 |
| -------------------------------------- | -------------------------------------- | -------------------------------------- | -------------------------------------- | -------------------------------------- |
| Bolgari                                | Bolgari                                |                                        | 36                                     | 60,0%                                  |
| Srbi                                   | Srbi                                   |                                        | 17                                     | 28,33%                                 |
| Makedonci                              | Makedonci                              |                                        | 2                                      | 3,33%                                  |
| Neznano                                | Neznano                                |                                        | 5                                      | 8,33%                                  |